# De Pauw (Dordrecht)
De Pauw is een rijksmonument in het historische centrum van de Zuid-Hollandse stad Dordrecht. Het huis met adres Voorstraat 259 staat op de hoek met de Wijnbrug. Het is 1618 gedateerd op de uitgekraagde schoorsteen in de zijgevel. De houten onderpui stamt uit de tweede helft van de achttiende eeuw.

## Gevel
In 1618 liet zijde- en lakenkoopman Jan de Louttre op de hoek van de Voorstraat met de Wijnbrug een nieuw huis bouwen in maniëristische stijl met Amsterdamse invloeden. De voorgevel is uitgevoerd in baksteen en zandsteen met geprofileerde waterlijsten, dubbele lisenen naast de vensters, driezijdige bogen met radiale natuurstenen strekken, en klauwstukken in de top. Onder de vensters op de verdieping bevindt zich een fries met drie consoles annex gevelstenen die worden toegeschreven aan Gilles Huppe, de Luikse beeldhouwer die rond dezelfde tijd het leeuwendeel van het beeldhouwwerk aan de vernieuwde Groothoofdspoort verzorgde en ook zijn eigen woonhuis op de hoek van de Nieuwe Haven en het Vlak met gebeeldhouwde koppen versierde.

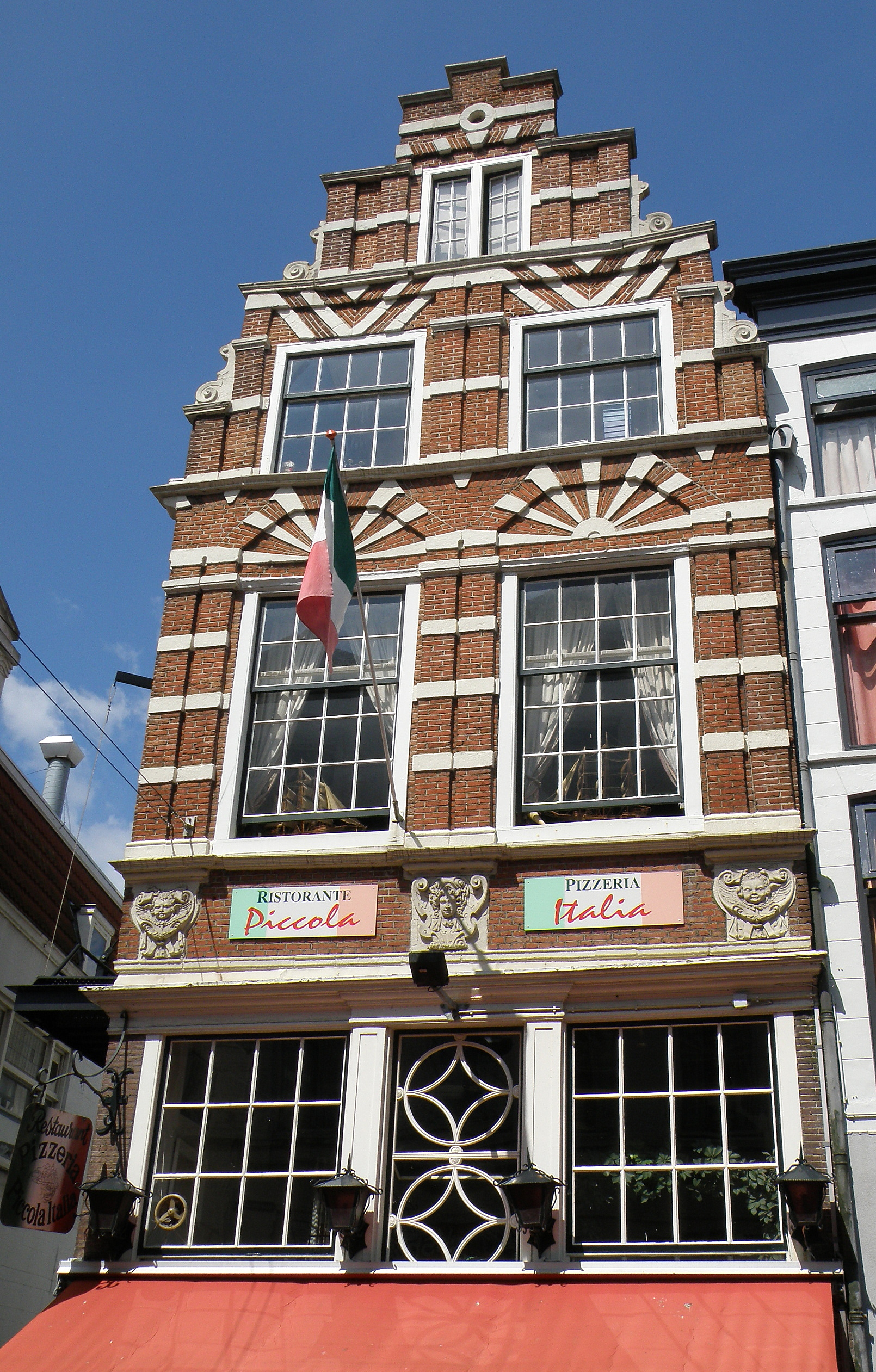
Gevel met de gevelstenen
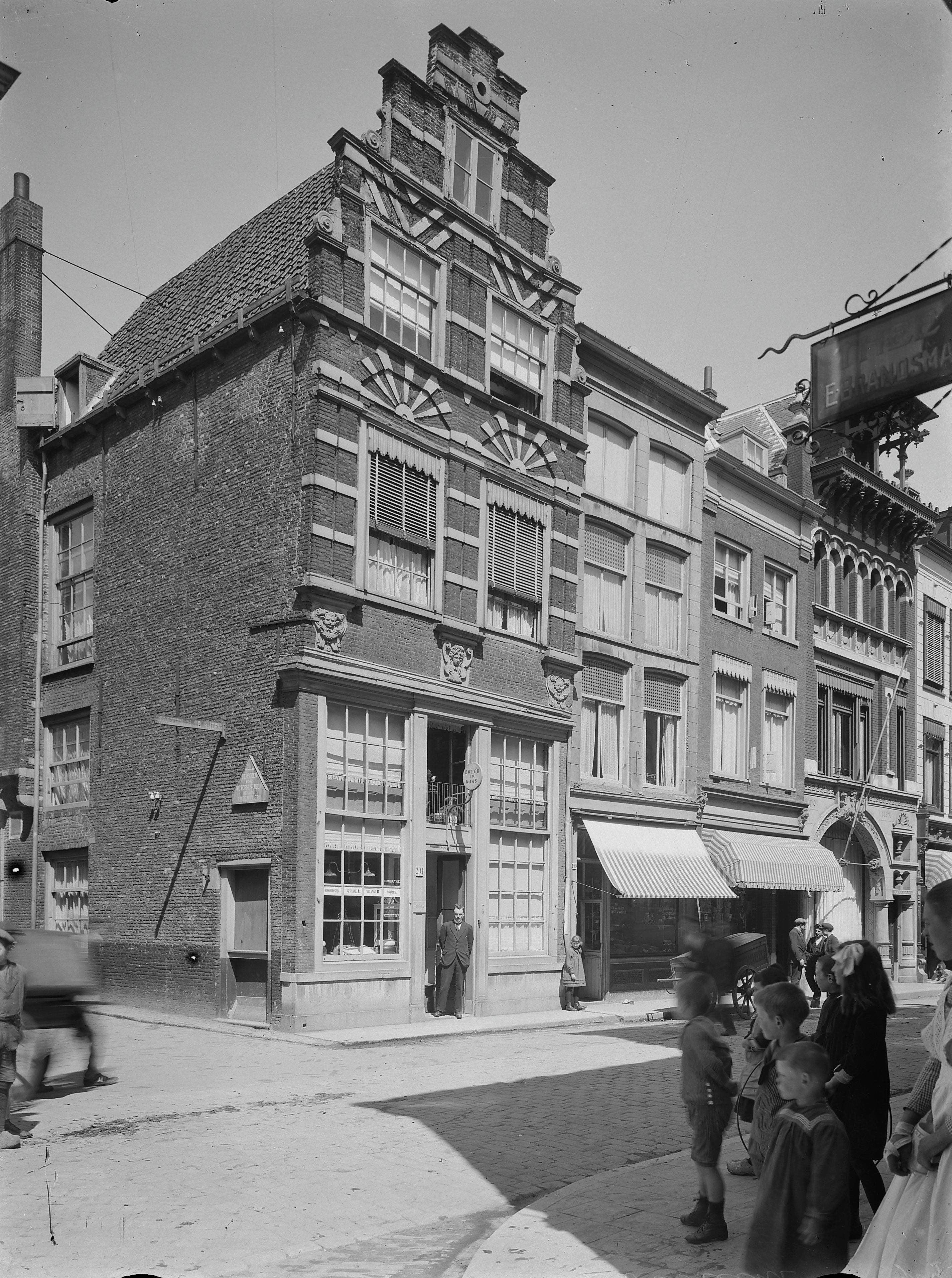
De Pauw anno 1919 (foto: C.J. Steenbergh, RCE)
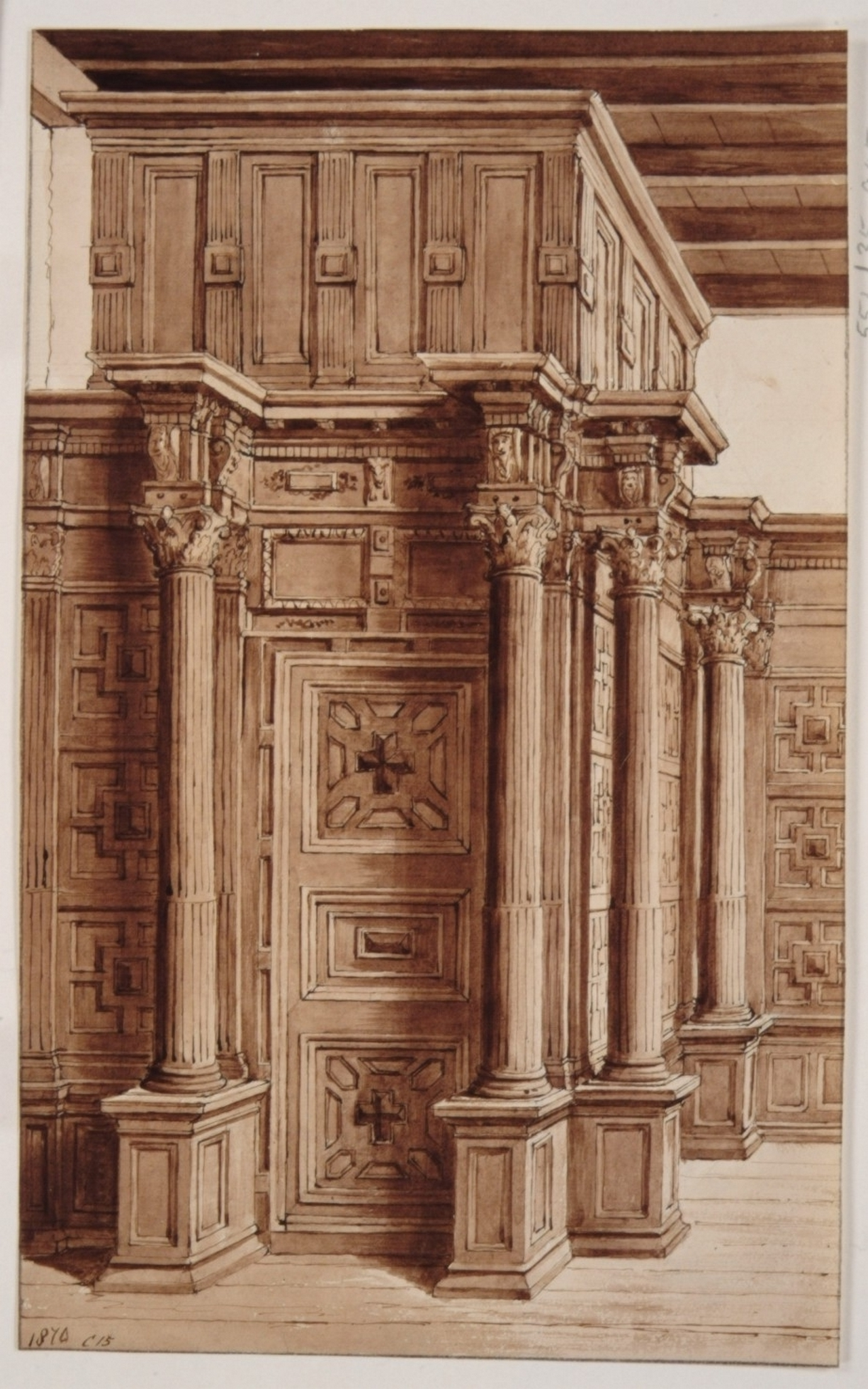
Johannes Rutten, Kamerbetimmering in De Pauw, 1870, Regionaal Archief Dordrecht, inv. 551_35905

## Interieur
Het interieur kreeg een luxe eikenhouten betimmering van het type dat rond deze tijd ook in andere huizen in Dordrecht werd uitgevoerd, waarschijnlijk door een lokaal schrijnwerkersatelier. Al deze Dordtse betimmeringen zijn in de 19e eeuw verwijderd en verkocht aan liefhebbers die een "oud-Hollandse kamer" in hun huis wensten. Van de betimmering in De Pauw wordt vermoed dat sommige fragmenten in 1876 zijn verwerkt in het interieur van Huis ter Horst bij Wassenaar of in elk geval als voorbeeld hebben gediend voor de betimmeringen aldaar. In het interieur van De Pauw zijn nog wel houten consoles  met gebeeldhouwde maskers onder de moerbalken aanwezig, waarvan sommige van elders afkomstig zijn en bij de restauratie in 1961 zijn aangebracht.

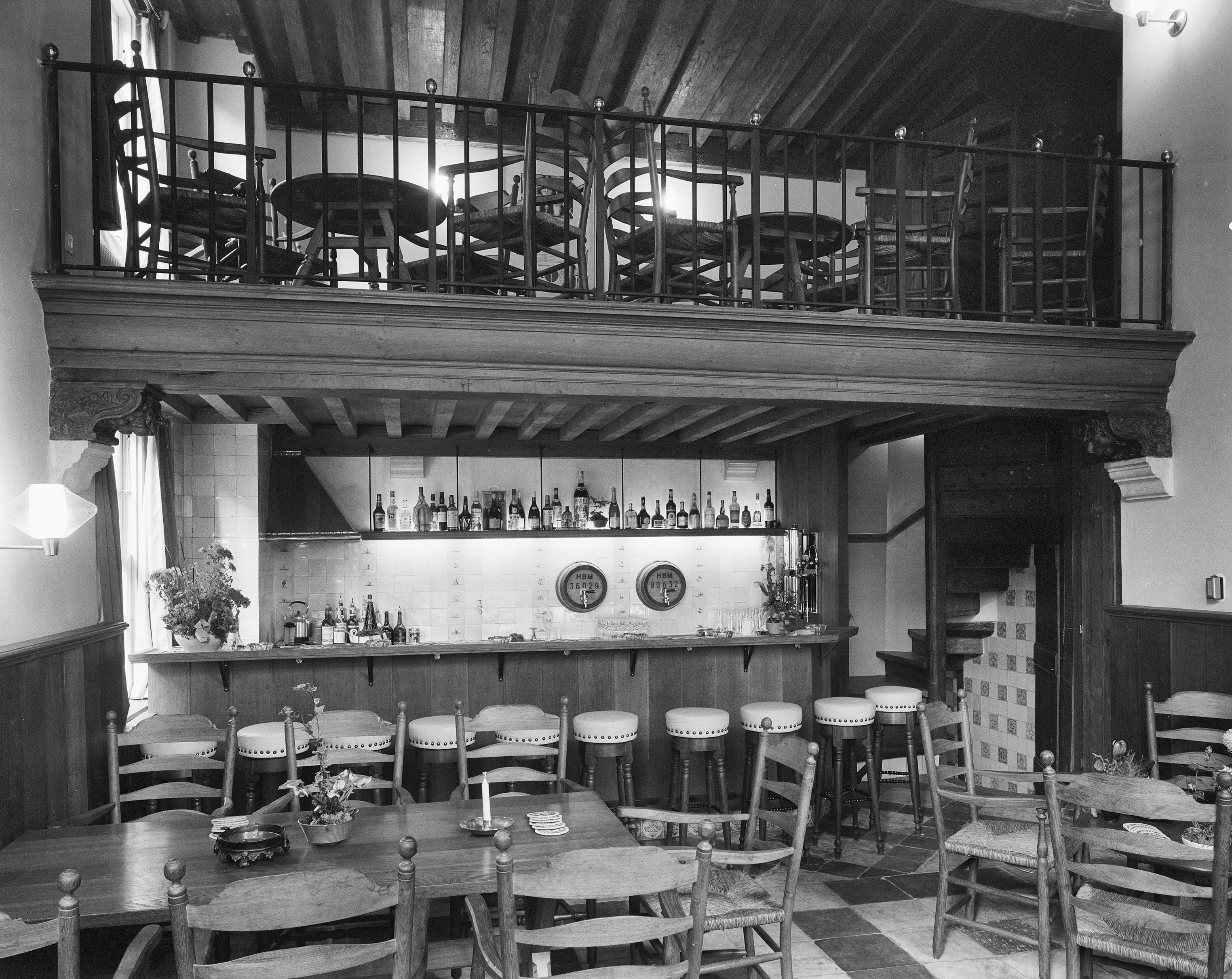
Interieur tijdens de heropening na de renovatie in 1961 toen er een café was gevestigd (foto: G. Th. Delemarre, RCE)
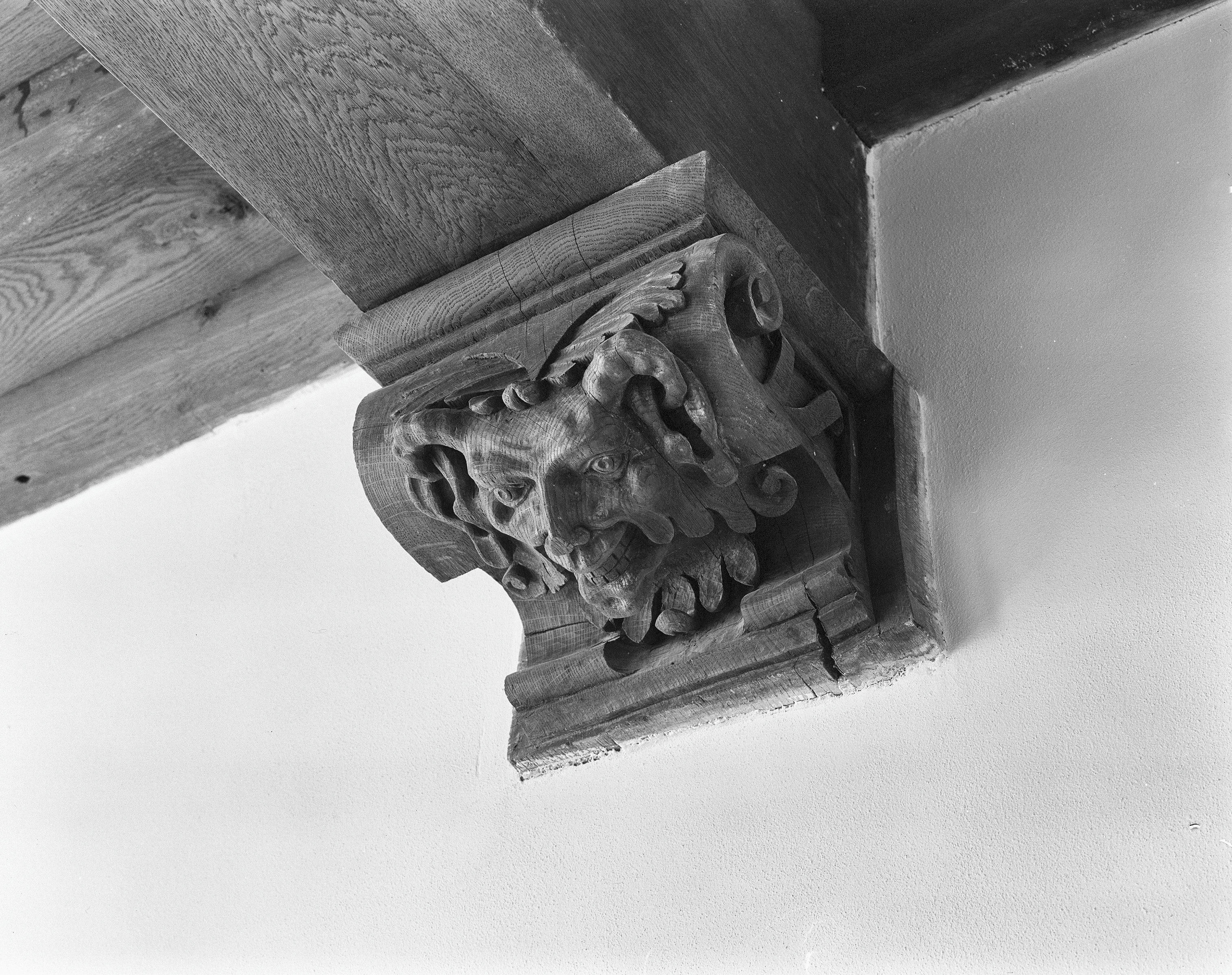
Console met saterkop
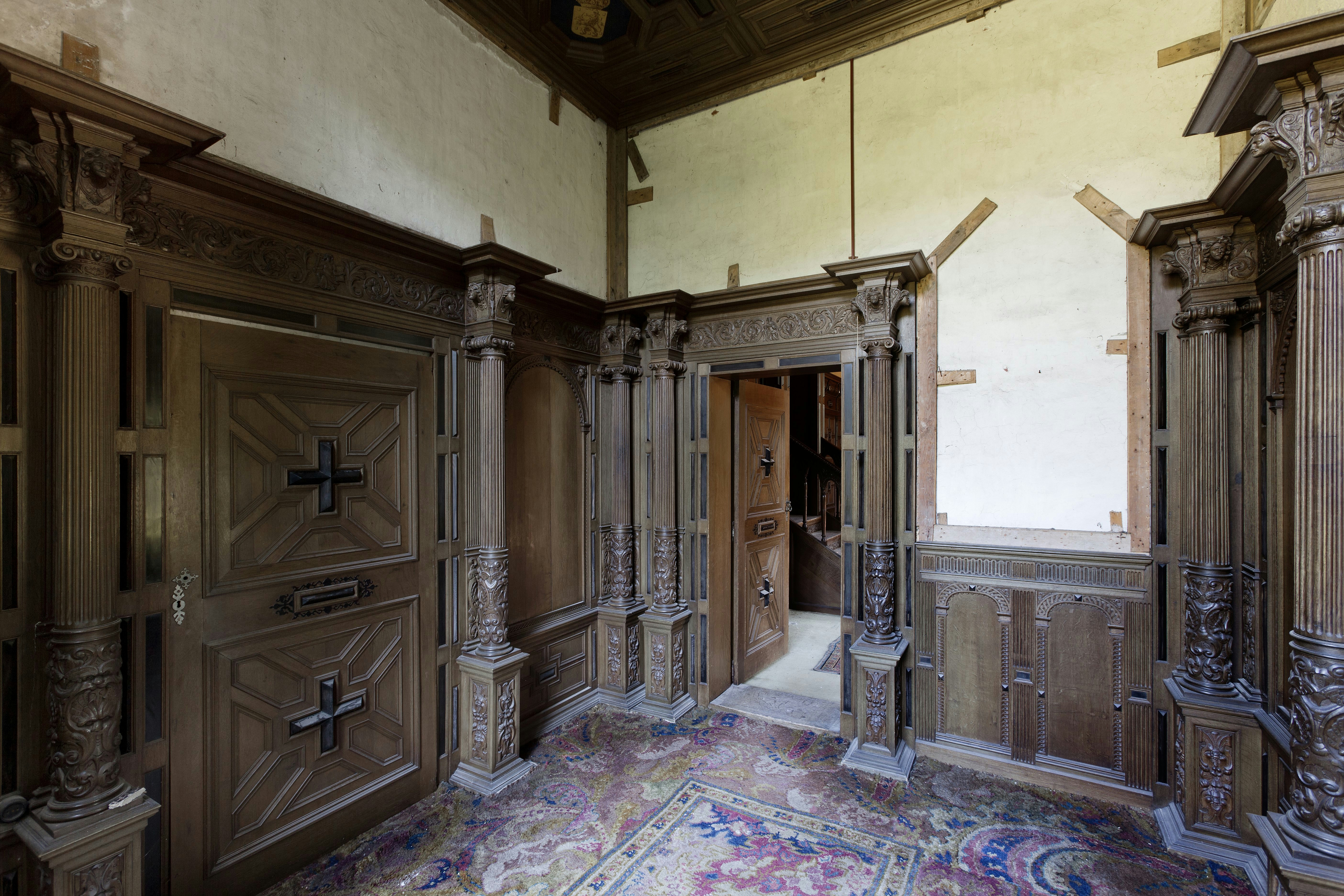
Landgoed Ter Horst, hal met betimmeringen in de trant van De Pauw